# Água de beber
Água de beber ('drinkwater') is een bossanovaliedje uit 1963 gecomponeerd door de Braziliaanse zanger-muzikant en componist Antônio Carlos Jobim (1927-1994). De Portugese tekst is van de Braziliaan Vinicius de Moraes.
Água de beber is afkomstig van Jobims debuutalbum The Composer of Desafinado, Plays uit 1963. Het lied is in verschillende talen veelvuldig gecoverd en daarmee een jazzstandard geworden.

## Uitvoerders
Tot de vele vertolkers van Água de beber behoren onder meer:
- Charlie Byrd
- Eliane Elias
- Ella Fitzgerald
- Astrud Gilberto
- Al Jarreau
- Sérgio Mendes
- Lee Ritenour
- Frank Sinatra